# Western swing
 Western swing  er en musikgenre, der opstod i Texas i trediverne.
I 1930'erne var der mange der rejste vestpå for at finde arbejde, og især mange hilbillier fra Appalacherne slog sig ned i Texas, og via deres indflydelse fik westernmusikken snart et drag af deres oldtimemusik. Den blandingsstil er, hvad mange i dag forstår som westernmusik.
Takket være swingmusikkens popularitet var der mange, der begyndte at kombinere deres musik med swingrytmer, og den store dansedille i Texas blev swingdans til denne blandingsgenre. Der blev ofte brugt to violiner, der spillede to-stemmigt, og et nyt instrument, hawaii guitaren, blev taget i brug.
Et af de mest kendte navne er Bob Wills, hvis orkester turnerede meget og havde mange hits. Han står i dag som "King of Western Swing." Flere af hans hits bliver kopieret i dag af kunstnere indenfor country og bluegrass.